# Radio Romance (canción)
«Radio Romance» fue el segundo sencillo del álbum Hold an Old Friend's Hand  de Tiffany en los Estados Unidos y el primero del álbum en el Reino Unido.

## Información sobre la canción
A principios de 1989 había cambios en los géneros musicales de las emisoras de radio, que comenzaban a difundir el hip hop y Rhythm & Blues R&B y había menos espacio para cantantes pop jóvenes como Tiffany. En consecuencia "Radio Romance" no logró alcanzar el éxito de sus anteriores canciones. La canción llegó a estar en el Top 40 en los Estados Unidos y logró convertirse un éxito en el Reino Unido, donde alcanzó el puesto #13 en las listas.
En Japón, la canción y Tiffany aparecieron en comerciales de televisión para los chocolates de Meiji.
El video musical de "Radio Romance" fue uno de los más surreales de Tiffany. En el video, ella interpretó a la mesesa de un restaurante que llama a la radio para dedicar una canción a su amor secreto. El problema es que él está saliendo con la mejor amiga de ella. Luego en el video, Tiffany baila con otras personas en lo que parece la secuencia de un sueño hasta que aparece un niño con una barita mágica, aumentando el aspecto de fantasí del video.
Para promover la canción en Estados Unidos, Tiffany interpretó la canción en el  Club de Mickey Mouse y el  Show de Arsenio Hall.

## Lista de canciones y formatos
7" y Casete
1. «Radio Romance»
2. «I'll Be the Girl»

UK 7"
1. «Radio Romance»
2. «Can't Stop a Heartbeat»

Sencillo en CD 3" Japonés
1. «Radio Romance»
2. «Gotta Be Love»

## Posicionamiento
| Listas (1988/1989)              | Posición |
| ------------------------------- | -------- |
| Australian ARIA Singles Chart   | 94       |
| French Singles Chart            | 18       |
| Irish Singles Chart             | 18       |
| New Zealand RIANZ Singles Chart | 16       |
| UK Singles Chart                | 13       |
| Irish Singles Chart             | 18       |
| US Billboard Hot 100            | 35       |